# سینارین
سینارین (به انگلیسی: Cynarine) یک ترکیب شیمیایی با شناسه پاب‌کم ۵۲۸۱۷۶۹ است. 